# Eilward
Eilward aus dem sächsischen Adelsgeschlecht der Ekkehardiner war von 1016 bis 1023 Bischof von Meißen.
Eilward, Sohn des Markgrafen Ekkehard I. und der Billungerin Schwanhild, erscheint auch unter dem Namen Agilward, Elvart, Eilbart, Erward, Ediward, Eduard, Hildeward oder Hildebert. Er wurde von Kaiser Heinrich II. ernannt. Während seiner Zeit als Bischof war sein Bruder Hermann I. Markgraf von Meißen.